# Comarnic

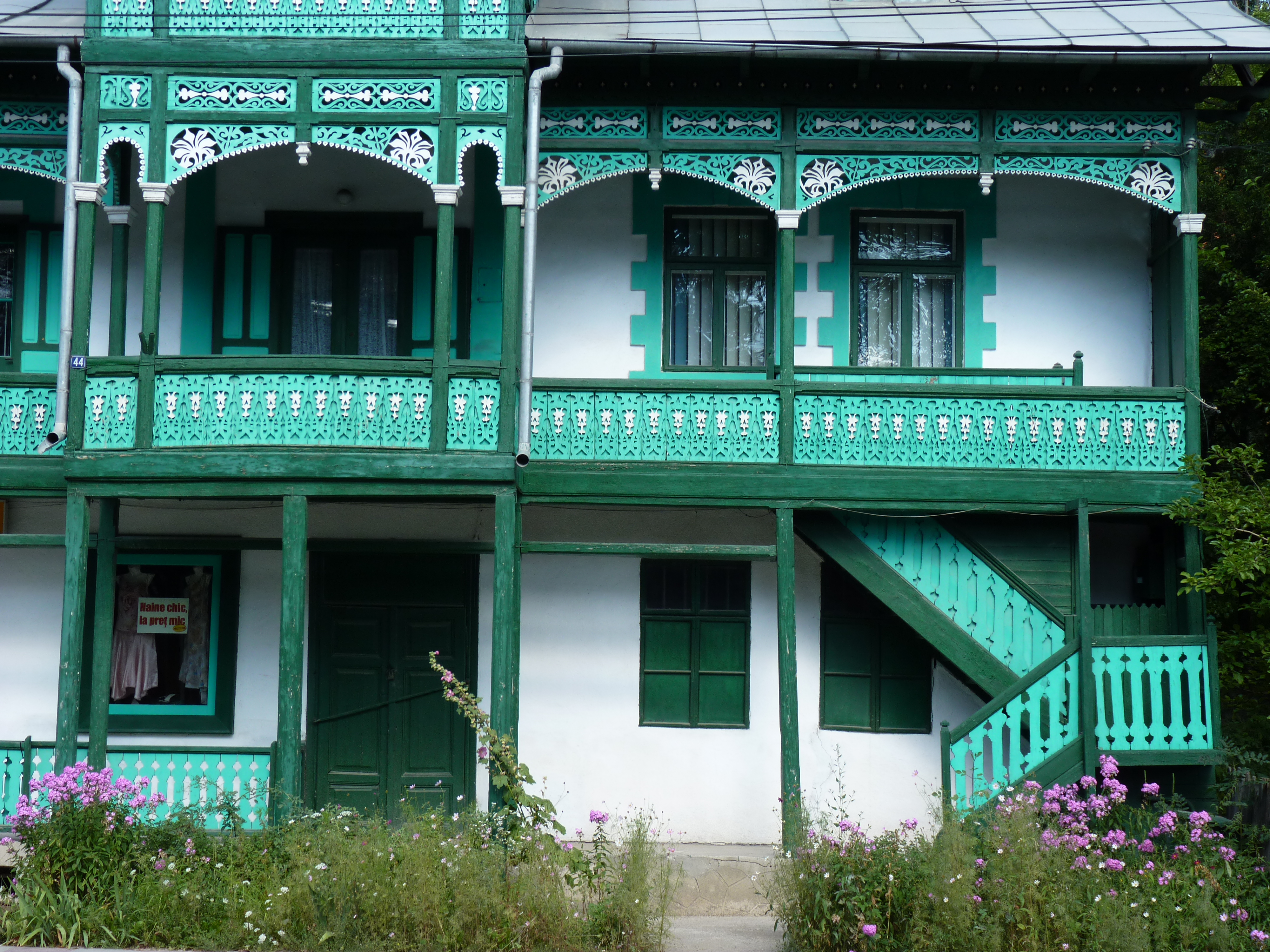
Fassade eines Altbaus in Comarnic

Comarnic ist eine Stadt im Kreis Prahova in der Großen Walachei in Rumänien.

## Lage
Comarnic liegt am Übergang der Ost- in die Südkarpaten im Tal des Flusses Prahova. Die Kreishauptstadt Ploiești befindet sich etwa 45 km südöstlich.

## Geschichte
Comarnic entstand vermutlich im 15. Jahrhundert und wurde 1532 erstmals urkundlich erwähnt. Der Ort war lange Zeit klein und abgelegen; er gehörte abwechselnd verschiedenen walachischen Adelsfamilien. Die Einwohner beschäftigten sich vor allem mit Viehhaltung und Forstwirtschaft. 1879 wurde die Bahnstrecke von Ploiești durch das Prahova-Tal nach Kronstadt in Betrieb genommen und so die Voraussetzungen für eine rasche Entwicklung der Wirtschaft und des Tourismus geschaffen. 1916 fanden in der Umgebung des Ortes Kampfhandlungen zwischen deutschen und österreich-ungarischen Truppen einerseits und rumänischen Verbänden andererseits statt. 1968 wurde Comarnic zur Stadt erklärt. Die wichtigsten Wirtschaftszweige sind die Bauindustrie, der Tourismus und die Forstwirtschaft. Daneben gibt es eine Möbelfabrik und eine Gießerei.

## Bevölkerung
Bei der Volkszählung 2002 wurden in Comarnic 13.378 Einwohner registriert, darunter 13.366 Rumänen.

## Verkehr
Die durch Comarnic führende Eisenbahnstrecke Ploiești–Brașov ist heute Teil der Hauptbahn von Bukarest nach Oradea. Auf dem Territorium der Stadt liegen zwei Bahnhöfe, Comarnic und Posada. In Comarnic halten auch Schnellzüge, in Posada nur Nahverkehrszüge. Es bestehen regelmäßige Busverbindungen u. a. nach Câmpina und Sinaia. Durch die Stadt verläuft die Europastraße 60.

## Sehenswürdigkeiten
- Jagdmuseum im Ortsteil Posada
- Einsiedelei Lespezi in Posada
- Landschaftliche Umgebung

## Städtepartnerschaften
Angaben der offiziellen Homepage von Comarnic (in Klammer das Jahr der Etablierung):
- Savigny-le-Temple in Frankreich (seit 1993)